# 内山つかさ
内山 つかさ（うちやま つかさ、10月19日 - ）は、日本の女性声優。千葉県出身。EARLY WING準所属。

## 人物
趣味・特技はトイカメラ、ドラム、ソフトボール。
浅見春那、奥村真由、古川由利奈と漫画『ガールズフィスト!!!!』関連のユニットとして「南松本高校パンクロック同好会」を組み、ドラムスを担当している。
ゲーム『Tree of Savior』では女子プレイヤーキャラの声を担当するとともに、酒井広大、齋藤小浪とともに公式サポーターを務め、公式サポーター生放送にレギュラー出演する。
声優を目指し始めたのは高校3年生の終わり頃で、当時、声を投稿するウェブサイトが流行しており、そこで自分の声を聴いてみたところ、思った以上に難しさを感じ、声優という職業に興味を持ち始めた。幼児教育を学べる大学で資格をとったあとに、演技方面へ行き、現在に至る。

## 出演

### テレビアニメ
- まじっく快斗1412（2014年）[1]
- ひなこのーと（2017年、下級生）[1]

### OVA
- こどもちゃれんじ 赤ペン先生[1]

### ゲーム
- 幻獣姫（2015年、ハイエルフ[1]）
- 天空のクラフトフリート（2015年、ラオール[1]、リューナス[5]）
- 輝星のリベリオン（2015年、ヘカベ、アリエノール・ダキテーヌ、バスコ・ダ・ガマ、アメノウズメ）[1]
- ROOT∞REXX（2015年）[1]
- Tree of Savior（2016年、女子プレイヤーキャラ）[1]
- 一血卍傑-ONLINE-（2017年、フセヒメ[6]）
- Death end re;Quest2（2020年、チツバ・イデアン[7]）
- 夜、灯す（2020年）
- ラストピリオド -終わりなき螺旋の物語-（2021年、リジェリー[8]）
- ツリーオブセイヴァーM（2023年、女子プレイヤーキャラ[9]）

### 吹き替え

#### アニメ
- どうぶつたんけん！ドゥダとダダ（2021年、ママパンダ）

### ドラマCD
- 七草がゆく（2015年、鏑木鈴菜[10]）
- Alice in Dreamworld-Before story（2016年、ドードー鳥[11]）

### インターネット番組
- ガールズフィスト!!!!〜南松本高校パンクロック同好会バンドミーティング番外編〜（2018年 - 、YouTube Live）[12]
- ガールズフィスト!!!!〜バンドマンへの道〜（2018年 - 、YouTube）[12]

### パチスロ
- パチスロ 十字架4（2018年、ヘイトリッド[13]）

### デジタルコミック
- 僕の初恋をキミに捧ぐ（2014年）[1]

### 舞台
- 夏の雪（2010年、雪江）[1][14]
- あいまいみー THE みゅーじかる（2017年、アイ[15]）
- キミに贈る朗読会 短編朗読集「ペールライト・アイリス」（2023年5月7日、MsmileBOX渋谷[16]）

### その他
- ガールズフィスト!!!!（白瀬双葉[17]）

## ディスコグラフィ

### キャラクターソング
| 発売日         | 商品名                                 | 歌                                | 楽曲                                                                                              | 備考                                     |
| -------------- | -------------------------------------- | --------------------------------- | ------------------------------------------------------------------------------------------------- | ---------------------------------------- |
| 2018年12月12日 | Stand Up!!!!                           | 南松本高校パンクロック同好会      | 「自分自信」 「Roly Poly」 「Ready and Rarin' to Go!!!!」                                         | 漫画『ガールズフィスト!!!!』関連曲       |
| 2019年4月3日   | D.A.S.H!!!!                            | 南松本高校パンクロック同好会      | 「青春ガール」 「Tic×Tic=Tac♪」 「Full of Lies」 「にゃーーのうた」                               | 漫画『ガールズフィスト!!!!』関連曲       |
| 2020年1月15日  | Only my Way!!!!                        | 南松本高校パンクロック同好会      | 「退屈な日々」 「Re:スタート」 「孤独の月」 「にゃーーのうたin部室」 「にゃーーのうたinスタジオ」 | 漫画『ガールズフィスト!!!!』関連曲       |
| 2020年5月11日  | Tree of Savior MAY 2020 OST Collection | Tsukasa Uchiyama(TOS voice actor) | 「UNITogether - feat. Tsukasa Uchiyama(DLC Special Edition)」                                     | ゲーム『Tree of Savior』サウンドトラック |

### ユニットメンバー
1. ↑  奈川芳野（加藤あつこ）、白瀬双葉（内山つかさ）、坂ノ下奏恵（奥村真由）、藤森月（古川由利奈）
2. ↑  奈川芳野（浅見春那）、白瀬双葉（内山つかさ）、坂ノ下奏恵（奥村真由）、藤森月（古川由利奈）